# Neocerambyx

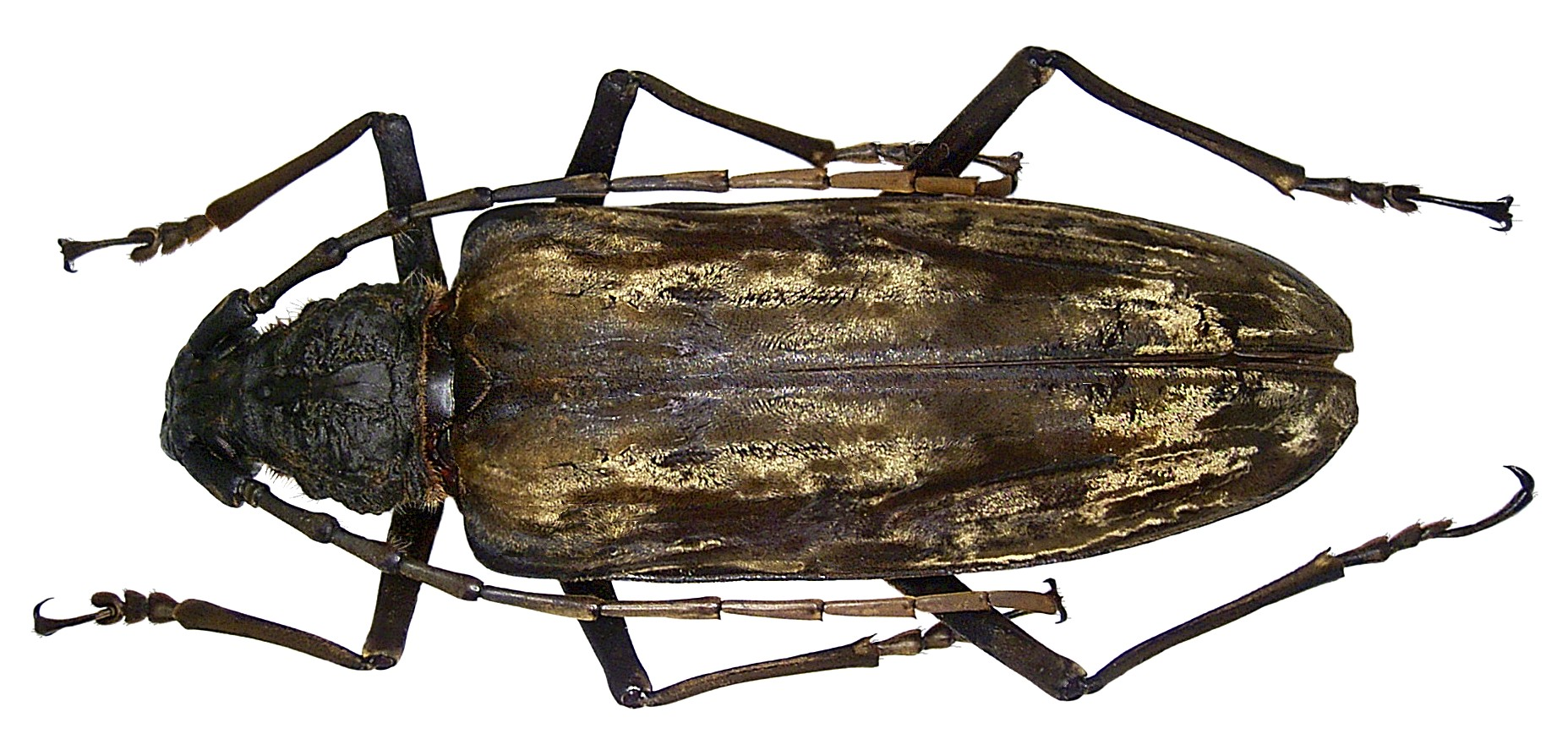
Neocerambyx gigas

Neocerambyx  (лат.) — род жуков-усачей из подсемейства настоящих усачей, триба Cerambycini. Северная, Южная и Юго-Восточная Азия, в том числе, Индонезия, Филиппины, Малайзия, Китай (Тибет), Лаос, Корея, Россия (Приморский край, где встречается усач Радде). Около 10 видов. Крупные жуки, 5—7 см (вид Neocerambyx gigas до 8 см). Переднеспинка поперечная (ширина больше, чем длина), её бока округлые и без выступов. Усики 11-члениковые. Пронотум в срединной части плоский, надкрылья округлые на вершине. Голова с бороздкой между верхними выступами глаз. Усики длиннее тела у самцов и короче у самок. Вид Neocerambyx oenochrous иногда выделяют в подрод или отдельный род Hemadius
.

## Систематика
В составе рода около 10 видов:
- Neocerambyx gigas (Thomson, 1878)
- Neocerambyx grandis Gahan, 1891
- Neocerambyx katarinae Holzschuh, 2009
- Neocerambyx luzonicus Hüdepohl, 1987
- Neocerambyx oenochrous (Fairmaire, 1889)
- Neocerambyx opulentus  Holzschuh, 1998
- Neocerambyx paris  (Wiedemann, 1821)
- Neocerambyx pellitus  (Itzinger, 1943)
- Neocerambyx pubescens  Fisher, 1936
- Neocerambyx raddei  Blessig & Solsky, 1872
- Neocerambyx taiwanensis  Hayashi, 1992[5]
- Neocerambyx tamdaoensis Hayashi, 1992
- Neocerambyx vitalisi Pic, 1923